# Vincent Cassel

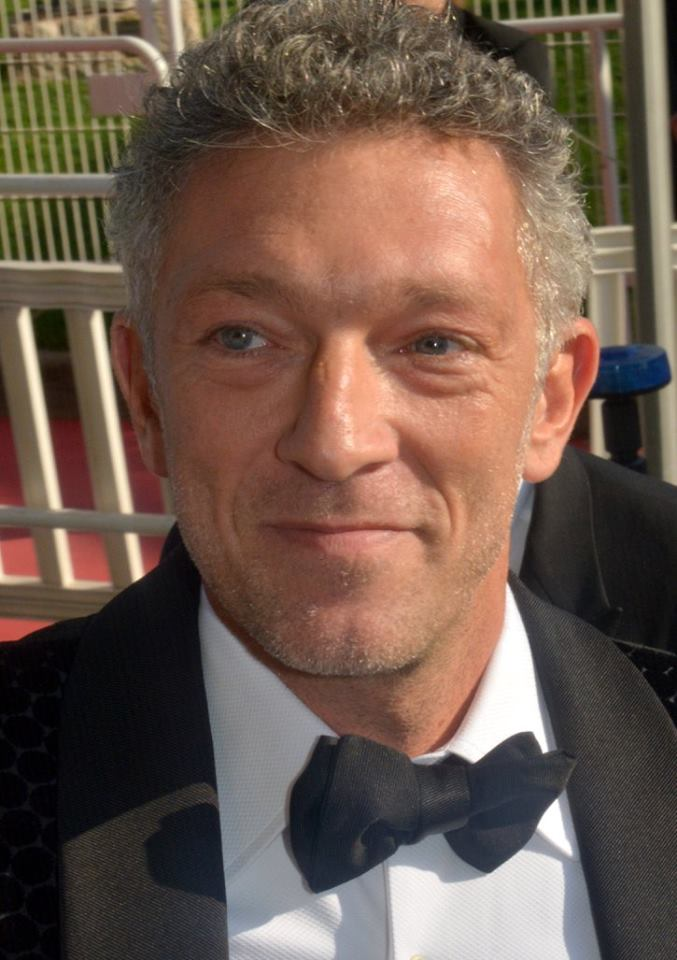
Vincent Cassel in Cannes, 2006

Vincent Cassel (* 23. November 1966 als Vincent Crochon in Paris) ist ein französischer Schauspieler, Filmproduzent und Synchronsprecher.

## Leben

### Kindheit und Ausbildung
Vincent Cassel wurde als Sohn des französischen Schauspielers Jean-Pierre Cassel und der Journalistin Sabine Litique im Pariser Stadtteil Montmartre geboren; die Eltern ließen sich 1980 scheiden. In seiner Jugend fiel Cassel durch sein rebellisches Verhalten auf und wurde von einem Internat ins andere verwiesen, bis er mit 17 Jahren Mitglied in einer Zirkusschule wurde. Auf Anraten seiner Eltern vermied er es in den folgenden Jahren, wie sein Vater ins Schauspielfach zu wechseln. Schließlich reiste er in die USA und lernte am Actors Institute in New York. Im Alter von zwanzig Jahren kehrte er nach Frankreich zurück und arbeitete mit dem renommierten Theaterregisseur Jean-Louis Barrault zusammen. Unter ihm war er u. a. in den Theaterinszenierungen Les oiseaux und Le théâtre de foire zu sehen.

### Anfänge seiner Schauspielkarriere
Nach einem Engagement in der französischen Fernsehserie La belle anglaise im Jahr 1988 startete Cassel ein Jahr später seine Filmkarriere mit Didier Kaminkas Vater werden ist doch schwer. Weitere Nebenrollen folgten in den Komödien Gemischtes Doppel und Die Schokoladenprinzessin, wo er den Regisseur und Schauspieler Mathieu Kassovitz kennenlernte. Zusammen mit diesem drehte er 1993 Lola liebt's schwarzweiß, eine Dreieckskomödie, die in Paris spielt. Kassovitz übernahm in seinem Film die Hauptrolle, während Cassel als sein älterer Bruder, ein hartgesottener jüdischer Boxer, agierte.

### Zusammenarbeit mit Mathieu Kassovitz
Die intensive Zusammenarbeit zwischen Kassovitz und Cassel führte 1995 mit dem Film Hass zum Erfolg. In seinem durchgehend in schwarz-weiß gehaltenen Drama porträtiert Kassovitz 24 Stunden im tristen Leben von drei befreundeten Jugendlichen eines Pariser Banlieues. Cassel, der unter Kassovitz als rebellischer Vince seine erste Hauptrolle übernahm, war neben so etablierten französischen Mimen wie Michel Serrault oder Jean-Louis Trintignant als bester Nachwuchsdarsteller und bester Hauptdarsteller für einen César nominiert.
Nach dem großen Erfolg von Hass, der Cassel auch über die Grenzen Frankreichs hinaus bekannt machte, gehörte er 1995 zum Ensemble der internationalen Produktion Jefferson in Paris von James Ivory, in der er an der Seite von Nick Nolte, Greta Scacchi und Gwyneth Paltrow agierte. Darauf folgten die französische Tragikomödie Seitensprung für Anfänger mit Karin Viard und Richard Berry sowie Olivier Schatzkys L'élève, in dem er die Hauptrolle bekleidete. Eine weitere Hauptrolle folgte im Jahr darauf in Gilles Mimounis Psychothriller Lügen der Liebe. Cassel spielte den aufstrebenden Geschäftsmann Max, der vor einer Geschäftsreise nach Tokio seine alte Jugendliebe Lisa wiedersieht, die vor Jahren unerklärlicherweise aus seinem Leben verschwunden ist. Monica Bellucci, die Lisa verkörperte, lernte er auch außerhalb des Filmsets kennen und lieben. Sie traten in den folgenden Jahren in einer Reihe von Filmen gemeinsam auf, z. B. in Gaspar Noés kontroversem Drama Irreversibel, das Cassel mitproduzierte, oder in Frédéric Schoendoerffers Agentenfilm Agents Secrets – Im Fadenkreuz des Todes.

### Höhepunkte seiner Karriere
1998 war Cassel in Shekhar Kapurs mehrfach für den Oscar nominierten Film Elizabeth zu sehen. An der Seite von Cate Blanchett, Joseph Fiennes und Geoffrey Rush spielte er darin den exzentrischen Herzog von Anjou, der eine Heirat mit der Titelheldin eingehen soll. Im selben Jahr lieferte Cassel mit Shabat Night Fever seine erste Regiearbeit ab, für die er gemeinsam mit Anthony Souter auch das Drehbuch verfasste. Die Verfilmung eines weiteren historischen Stoffes folgte mit Luc Bessons Johanna von Orleans, in dem er Johannas Kampfgefährten Gilles de Rais verkörperte.

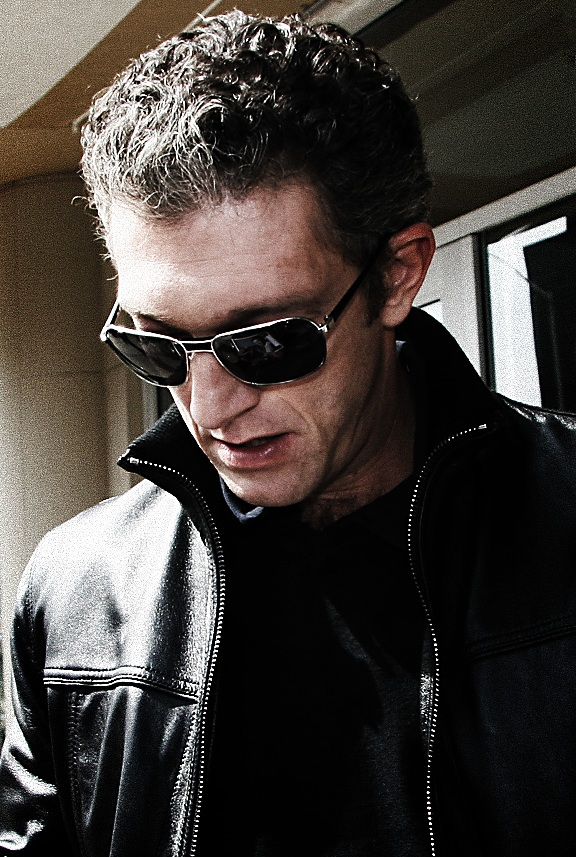
Cassel 2008 auf dem Toronto International Film Festival

Im Jahr 2000 arbeitete Cassel erneut mit Kassovitz zusammen. In dessen Kriminalfilm Die purpurnen Flüsse, der auf dem gleichnamigen Roman des französischen Schriftstellers Jean-Christophe Grangé basiert, bildete Cassel gemeinsam mit Jean Reno ein Ermittler-Duo, das eine Reihe von Morden an einer Spitzenuniversität in den französischen Alpen aufdeckt. Für seine Darstellung des unkonventionellen Kriminalkommissars Max Kerkerian wurde er für den Europäischen Filmpreis nominiert – in einer Kampfszene brach er sich bei den Dreharbeiten die Nase. 2004 verzichtete er auf ein Mitwirken in der Fortsetzung Die Engel der Apokalypse, er wurde durch Benoît Magimel ersetzt.
2001 lieh Cassel, der u. a. in Frankreich den britischen Schauspieler Hugh Grant synchronisiert, in dem Animationsfilm Shrek seine Stimme einem feminin dargestellten Robin Hood. Kurze Zeit später war er als Bösewicht in Christophe Gans’ historischem Horrorfilm Pakt der Wölfe zu sehen, der die Legende um die Bestie des Gévaudan thematisiert. Im selben Jahr folgte ein gemeinsamer Auftritt als russischer Kleinkrimineller mit Kassovitz in dem Thriller Birthday Girl – Braut auf Bestellung an der Seite von Nicole Kidman und Ben Chaplin sowie die Hauptrolle in Jacques Audiards Thriller Lippenbekenntnisse. Für seine Rolle als Paul, eines gerade aus dem Gefängnis entlassenen Diebes, der eine Liaison mit einer hörgeschädigten Sekretärin (gespielt von Emmanuelle Devos) eingeht, wurde er 2002 erneut mit einer Nominierung als bester Hauptdarsteller für den César und den Europäischen Filmpreis belohnt. Im selben Jahr sprach er den Säbelzahntiger Diego für die französische Synchronisation des Animationsfilms Ice Age.
Nach Auftritten in Steven Soderberghs Kriminalfilm Ocean’s 12, der Hauptrolle in Jan Kounens europäischem Western Blueberry und der Fluch der Dämonen und der französischen Synchronisation des Roboters Rodney in dem Animationsfilm Robots war Cassel 2005 in Mikael Håfströms Thriller Entgleist an der Seite von Clive Owen und Jennifer Aniston zu sehen. 2006 folgte Kim Chapirons Horrorfilm Sheitan, in dem er einen Schäfer spielt, der bei den Vorbereitungen zu einem satanischen Ritual von einer Gruppe Jugendlicher gestört wird.
Einen weiteren Erfolg in Amerika feierte Cassel 2007 in dem Oscar-nominierten Mafiathriller Tödliche Versprechen – Eastern Promises. An der Seite von Viggo Mortensen, Naomi Watts und Armin Mueller-Stahl verkörperte er den exzentrischen Sohn eines russischen Mafioso, der in London ein Restaurant verwaltet. Seinen bislang größten Erfolg feierte er mit dem Part des Jacques Mesrine in Jean-François Richets Spielfilmen Public Enemy No. 1 – Mordinstinkt und Public Enemy No. 1 – Todestrieb. Die Rolle des französischen Gewaltverbrechers brachte ihm 2009 den César als Bester Hauptdarsteller ein. 2010 war er auch im Oscar-prämierten Ballett-Drama Black Swan an der Seite von Natalie Portman und Winona Ryder mit von der Partie.
Ab März 2009 warb Cassel für das Parfüm Nuit de l’homme von Yves Saint Laurent, 2011 für den Lancia Ypsilon.

### Privates
Vincent Cassel war seit 1999 mit Monica Bellucci (sie war seine Filmpartnerin in Lügen der Liebe, Dobermann und nach der Hochzeit in Pakt der Wölfe, Agents Secrets – Im Fadenkreuz des Todes und Irreversibel) verheiratet. Sie haben zwei Töchter, die am 12. September 2004 (Deva Cassel) und am 21. Mai 2010 (Léonie) in Rom zur Welt kamen. Im August 2013 gab Bellucci die Trennung bekannt, die Cassel am 26. August 2013 bestätigte.
Im August 2018 heiratete Cassel das über 30 Jahre jüngere Model Tina Kunakey. Das erste gemeinsame Kind, ein Mädchen, wurde im April 2019 geboren. Sie gehen aber seit Anfang 2023 getrennte Wege. Aktuell ist Cassel mit dem Model Narah Baptista zusammen.
Cassel beherrscht die brasilianische Kampfkunst Capoeira, die er auch in mehreren Filmen anwendet. Er lebt in Rio de Janeiro.

## Filmografie

### Schauspieler
- 1989: Vater werden ist nicht schwer (Les cigognes n’en font qu’à leur tête)
- 1991: Gemischtes Doppel (Les clés du paradis)
- 1992: Die Schokoladenprinzessin (Hot Chocolate)
- 1993: Lola liebts schwarzweiß (Métisse)
- 1995: Seitensprung für Anfänger (Adultère, mode d’emploi)
- 1995: Jefferson in Paris
- 1995: Blood of the Hunter
- 1995: Hass (La Haine)
- 1996: Lügen der Liebe (L’Appartement)
- 1997: As You Want Me (Come mi vuoi)
- 1997: Dobermann
- 1998: Le plaisir (et ses petits tracas)
- 1998: Compromis
- 1998: Elizabeth
- 1999: In Marseille wartet der Tod (Unruly – Ohne jede Regel)
- 1999: Guest House Paradiso
- 1999: Johanna von Orleans (The Messenger: The Story of Joan of Arc)
- 2000: Die purpurnen Flüsse (Les rivières pourpres)
- 2001: Lippenbekenntnisse (Sur mes lèvres)
- 2001: Birthday Girl – Braut auf Bestellung (Birthday Girl)
- 2001: Pakt der Wölfe (Le pacte des loups)
- 2002: Irreversibel (Irréversible)
- 2003: The Reckoning – Das dunkle Geheimnis (The Reckoning)
- 2004: Ocean’s 12 (Ocean’s Twelve)
- 2004: Agents Secrets – Im Fadenkreuz des Todes (Agents secrets)
- 2004: Blueberry und der Fluch der Dämonen (Blueberry)
- 2005: Entgleist (Derailed)
- 2006: Sheitan
- 2007: Seine Majestät das Schwein (Sa majesté Minor)
- 2007: Ocean’s 13 (Ocean’s Thirteen)
- 2007: Tödliche Versprechen – Eastern Promises (Eastern Promises)
- 2008: Public Enemy No. 1 – Mordinstinkt (Mesrine: L’instinct de mort)
- 2008: Public Enemy No. 1 – Todestrieb (Mesrine: L’Ennemi public n°1)
- 2009: À Deriva
- 2010: Black Swan
- 2010: Our Day Will Come (Notre Jour Viendra)
- 2011: Eine dunkle Begierde (A Dangerous Method)
- 2011: Der Mönch (The Monk)
- 2013: Trance – Gefährliche Erinnerung (Trance)
- 2014: Die Schöne und das Biest (La Belle Et La Bête)
- 2015: Kind 44 (Child 44)
- 2015: One Wild Moment
- 2015: Das Märchen der Märchen (Il racconto dei racconti)
- 2015: Der Vater meiner besten Freundin (Un moment d’égarement)
- 2015: Mein ein, mein alles (Mon Roi)
- 2015: Partisan
- 2016: Einfach das Ende der Welt (Juste la fin du monde)
- 2016: Jason Bourne
- 2017: O Filme da Minha Vida
- 2017: Gauguin (Gauguin – Voyage de Tahiti)
- 2018: Vidocq – Herrscher der Unterwelt (L’Empereur de Paris)
- 2019: Alles außer gewöhnlich (Hors normes)
- 2020: Underwater – Es ist erwacht (Underwater)
- 2020: Westworld (Fernsehserie)
- 2023: Asterix & Obelix im Reich der Mitte (Astérix et Obélix: L'Empire du Milieu)
- 2023: Liaison (Miniserie)
- 2023: Die drei Musketiere – D’Artagnan (Les Trois Mousquetaires: D’Artagnan)
- 2023: Die drei Musketiere – Milady (Les Trois Mousquetaires: Milady)
- 2024: The Shrouds
- 2024: Damaged
- 2024: Saint-Exupéry – Die Geschichte vor dem kleinen Prinzen (Saint-Ex)
- 2025: Banger

### Regie und Drehbuch
- 1997: Shabbat Night Fever

### Produktion
- 2002: Irreversibel (Irreversible)
- 2006: Sheitan

## Auszeichnungen

### César
Nominierungen
- 1996: nominiert als Bester Hauptdarsteller und Bester Nachwuchsdarsteller für Hass
- 2002: nominiert als Bester Hauptdarsteller für Lippenbekenntnisse
- 2016: nominiert als Bester Hauptdarsteller für Mein ein, mein alles
- 2017: nominiert als Bester Nebendarsteller für Einfach das Ende der Welt

Auszeichnungen
- 2009: Bester Hauptdarsteller für Public Enemy No. 1 – Mordinstinkt und Public Enemy No. 1 – Todestrieb

### Weitere
Étoile d’Or
- 2009: Bester Darsteller für Public Enemy No. 1 – Mordinstinkt und Public Enemy No. 1 – Todestrieb

Europäischer Filmpreis
- 2001: nominiert als Bester Darsteller für Die purpurnen Flüsse
- 2002: nominiert als Bester Darsteller für Lippenbekenntnisse

Prix Lumières
- 2009: Bester Darsteller für Public Enemy No. 1 – Mordinstinkt und Public Enemy No. 1 – Todestrieb

Tokyo International Film Festival
- 2008: Bester Darsteller für Public Enemy No. 1 – Mordinstinkt und Public Enemy No. 1 – Todestrieb

Valenciennes International Festival of Action and Adventure Films
- 2002: Patrick-Dewaere-Ehrenpreis

## Trivia
- Die Figur des Mac Abberh im Comic Asterix bei den Pikten ist eine Karikatur Vincent Cassels.[5]
- Cassels Nase war bereits mindestens viermal gebrochen. Neben einem Unfall bei Dreharbeiten waren die Ursachen noch eine Prügelei, ein Fahrradunfall und eine Ohnmacht beim Essen von Austern, in deren Folge er auf die Nase fiel.[6]